# Coelioxys banksi
Coelioxys banksi là một loài Hymenoptera trong họ Megachilidae. Loài này được Crawford mô tả khoa học năm 1914.